# Viva Pancho Villa
Viva Pancho Villa (Originaltitel: El desafío de Pancho Villa) ist eine spanisch-britische Westernproduktion aus dem Jahr 1971. Sie schildert sehr freie Erlebnisse des mexikanischen Revolutionärs Pancho Villa, der von Telly Savalas dargestellt wird. Deutschsprachige Erstaufführung des Films war am 13. Oktober 1972.

## Handlung
Mexiko, 1916. Pancho Villa und McDermott sind durch dubiosen Waffenhandel miteinander ins Geschäft gekommen; Villas Erzfeind, General Goyo, setzt ihm mit Waffengewalt und heimtückischer List zu. Dabei legt er ihn herein, als ein von Villas Gringo-Freund Scotty geplanter Handel nicht zustande kommt. Gemeinsam hecken Villa und Scotty einen Plan aus, um im Gegenzug das Armee-Fort Columbus in ihre Gewalt zu bekommen. Und den führen sie dann auch aus; der verräterische McDermott wird getötet. Nachdem seine Leute es überrannt haben, erbeuten sie einen Zug, rammen damit einen Truppentransport der Amerikaner und gehen zuletzt auch noch gegen General Pershing vor.

## Kritik
Das Lexikon des internationalen Films schrieb sarkastisch: „Im Stile eines Italowestern gefilmt; die politischen Beweggründe bleiben im Hintergrund, um die Massenschießereien nicht zu belasten.“ Joe Hembus im Western-Lexikon: „Ein Film, der sich die größte Mühe gibt, komisch zu sein. (…) Ein weiterer Höhepunkt der Komik ist Panchos Enttäuschung darüber, daß er seinen alten Feind General Goyo nicht persönlich umbringen kann.“